# August Ferdinand af Preussen
Prins August Ferdinand af Preussen (født 23. maj 1730 i Berlin, død 2. maj 1813 i Berlin) var preussisk prins og Herrenmeister i Johanniterordenen. Han tilhørte Hohenzollern-slægten og var yngste søn af kong Frederik Vilhelm 1. af Preussen og dronning Sophie Dorothea af Hannover.
Under Napoleonskrigene blev han sammen med 25.000 preussere, deriblandt sin adjudant, Carl von Clausewitz, taget til fange af franskmændene efter slaget ved Jena, og han tilbragte derpå omkring et år i fransk krigsfangenskab.